# Emilio Rivera
Emilio Rivera (San Antonio (Texas), 24 februari 1961) is een Amerikaans acteur, filmproducent en stand-upkomiek.

## Biografie
Rivera werd geboren in San Antonio (Texas) in een gezin van acht kinderen, en is van Mexicaanse komaf. Hij is met zijn familie opgegroeid in Los Angeles.
Rivera is vanaf 2009 getrouwd. Naast het acteren is hij ook actief als stand-upkomiek.

## Filmografie

### Films
Selectie:
- 2019 3 from Hell – als Aquarius
- 2018 Venom – als collega van Eddie Brock
- 2018 Don't Worry, He Won't Get Far on Foot – als Jesus Alvarado
- 2015 Hitman: Agent 47 – als Fabian
- 2012 Act of Valor – als Sanchez
- 2008 Street Kings – als OG Vato
- 2007 Spider-Man 3 – als politieagent
- 2005 Fun with Dick and Jane – als dagwerker
- 2004 Collateral – als Paco
- 2003 Bruce Almighty – als gangster
- 2002 Confessions of a Dangerous Mind – als Benitez
- 2002 High Crimes – als man uit El Salvador
- 2002 Ali G Indahouse – als Rico
- 2000 Traffic – als soldaat uit El Salvador
- 1997 Con Air – als Carlos
- 1996 The Cable Guy – als gevangene
- 1995 My Family – als Tamalito

### Televisieseries
Uitgezonderd eenmalige gastrollen.
- 2024-2025 Landman - als Luis Medina - 2 afl.
- 2018-2024 The Family Business – als Alejandro Zuniga – 37 afl.
- 2024 RZR - als Felix De La Cruz - 3 afl.
- 2018-2023 Mayans M.C. – als Marcus Alvarez – 48 afl.
- 2018-2021 On My Block – als Chivo Ramirez – 8 afl.
- 2017 Saints & Sinners – als Francisco Cooper – 3 afl.
- 2014-2017 Hand of God – als Kessler – 6 afl.
- 2015-2016 Z Nation – als Hector Alvarez – 11 afl.
- 2008-2014 Sons of Anarchy – als Marcus Alvarez – 31 afl.
- 2014 Gang Related – als Tio Gordo – 13 afl.
- 2013 Kroll Show – als diverse karakters – 2 afl.
- 2008 Weeds – als El Coyote – 4 afl.
- 2006 My Name Is Earl – als bandiet – 2 afl.
- 2005 Kojak – als Diaz the King – 3 afl.
- 2003 The Shield – als Navaro Quintero – 2 afl.
- 2002 Son of the Beach – als Dirty Sanchez – 2 afl.
- 1997-1999 L.A. Heat – als politieagent Miller – 2 afl.
- 1998 Soldier of Fortune, Inc. – als Hector – 2 afl.
- 1996 The Bold and the Beautiful – als Lucien Cortéz – 2 afl.

### Filmproducent
- 2017 Shadow of the Gun – film
- 2013 The Devil's in the Details – film
- 2013 Water & Power – film
- 2010 Broken – film
- 2005 Y nada Más – korte film

- Gemeinsame Normdatei: 1018450203
- International Standard Name Identifier: 0000 0003 8191 3575
- Library of Congress Control Number: no2012118350
- Nationale Bibliotheek van Tsjechië: xx0180060
- Système universitaire de documentation: 15849718X
- Virtual International Authority File: 263258809
- WorldCat: E39PBJxd6mYKxdQTCFk87g8Hmd